# Takuji Hayata
Takuji Hayata (jap. 早田卓次 Hayata Takuji;  ur. 10 października 1940 w Tanabe w Prefekturze Wakayama) – japoński gimnastyk. Dwukrotny złoty medalista olimpijski z Tokio.
W ojczyźnie triumfował w rywalizacji na kółkach, a wspólnie z kolegami także w drużynie. W drużynie był także mistrzem świata w 1970, na tej samej imprezie zdobył brąz na drążku. W 2004 został uhonorowany miejscem w Hall of Fame Gimnastyki. 

## Starty olimpijskie (medale)
Tokio 1964
- kółka, drużyna –  złoto